# Сергеев, Альберт Георгиевич
Альберт Георгиевич Сергеев (30 апреля 1926 — 12 декабря 2003) — советский и российский скульптор. Народный художник РСФСР (1986).

## Биография
Родился 30 апреля 1926 года в деревне Левенки (ныне — Темкинского района Смоленской области). Несколько лет спустя семья переехала в Вязьму, где и прошло его детство.
С одиннадцати лет занимался в изостудии, организованной талантливым художником-любителем Сергеем Владимировичем Журавлевым, где приобрёл начальные навыки рисунка, композиции и живописи.
В 1944 году ушёл на фронт, воевал в Прибалтике разведчиком артиллерийского истребительного полка. В минуты затишья А. Г. Сергеев не расставался с карандашом — по просьбе своих боевых товарищей рисовал их портреты в письмах к родным.
После окончания Великой Отечественной войны, ещё находясь в армии, А. Сергеев заочно учился во Всесоюзном Доме народного творчества имени Н. К. Крупской. После демобилизации, в 1950 году, поступил на скульптурное отделение художественного училища в Ленинграде. В 1961 году с отличием окончил институт живописи, скульптуры и архитектуры им. И. Е. Репина, после чего жил и работал на Смоленщине. С 1961 года преподавал на только что созданном художественно-графическом факультете Смоленского государственного педагогического университета.
За более чем сорок лет работы на худграфе подготовил более двух тысяч учителей изобразительного искусства для школ. Среди его учеников немало талантливых скульпторов, членов Союза художников. Благодаря А. Г. Сергееву в Смоленске возникло настоящее содружество ваятелей.
В течение почти 25 лет, с 1962 по 1986 год, возглавлял Смоленскую организацию Союза художников России. Избирался депутатом районного и городского Советов депутатов трудящихся, делегатом съездов Союзов художников РСФСР и СССР.
Скульптор ушёл из жизни 12.12.2003 в Смоленске. Альберт Сергеев был женат, оставил двух дочерей.

## Основные работы
Настоящей памятью о скульпторе стали его работы, выполненные за сорок лет плодотворной деятельности в г. Смоленске.
Два года Альберт Георгиевич трудился над созданием скульптуры «Скорбящая мать». Об этом памятнике, поставленном в 1965 году на месте могилы смоленских подпольщиков, расстрелянных немцами в 1942—1943 годах, написал Петр Проскурин:

У Скорбящей суровое лицо, тяжелые, набрякшие руки крестьянки, она словно остановилась в горьком раздумье перед порогом, который нет сил переступить. На этом месте захоронено около семидесяти тысяч советских людей, замученных фашистами; Мать Скорбящая, устремленная в тяжкую, неподвластную живому человеку, даль взглядом, стоит посреди великой, бесконечной равнины и в летний зной, и в зимнюю стужу, стоит бессменно…

Присущее скульптору дарование монументалиста наиболее полно раскрылось в 80-90-е годы XX века. Один за другим заняли места на площадях, улицах и в скверах областного центра его работы:
- памятник А.Твардовскому и его литературному герою Василию Теркину
- памятник М.Исаковскому
- бюст М.Егорова.

## Галерея

Памятник Исаковскому
Бюст Героя Советского Союза Михаила Егорова
Бюст Багратиона
Бюст Барклая-де-Толли
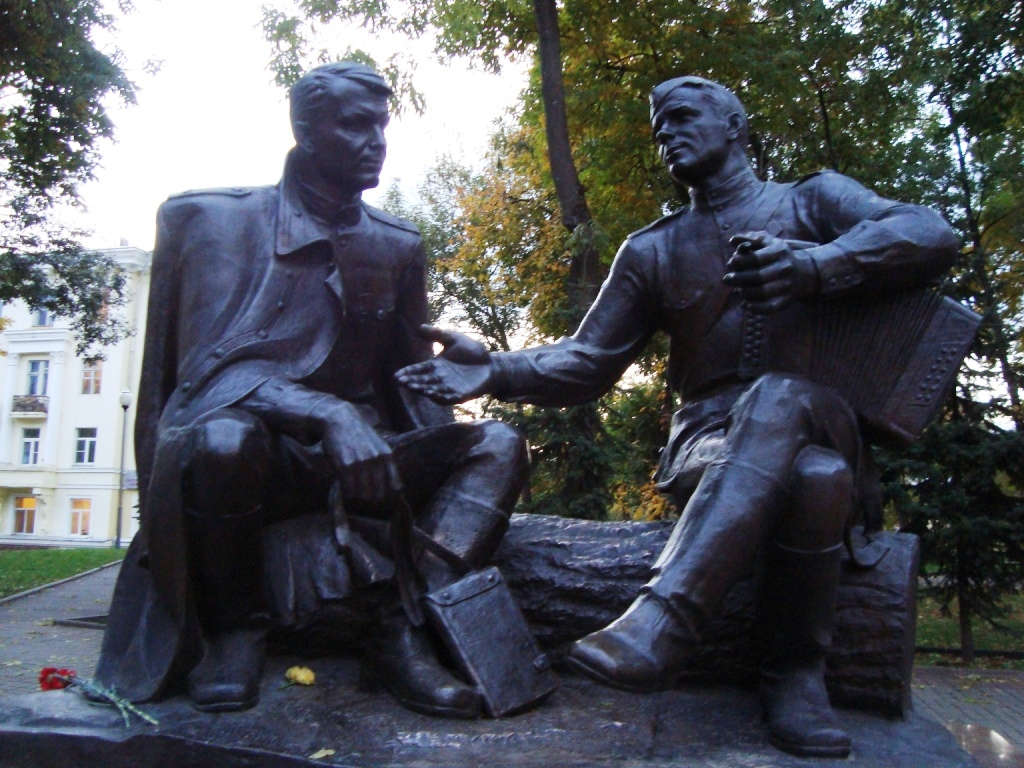
Памятник Твардовскому и Василию Тёркину
Памятник скорбящей матери
Мемориальная доска на доме, где находилась мастерская Сергеева
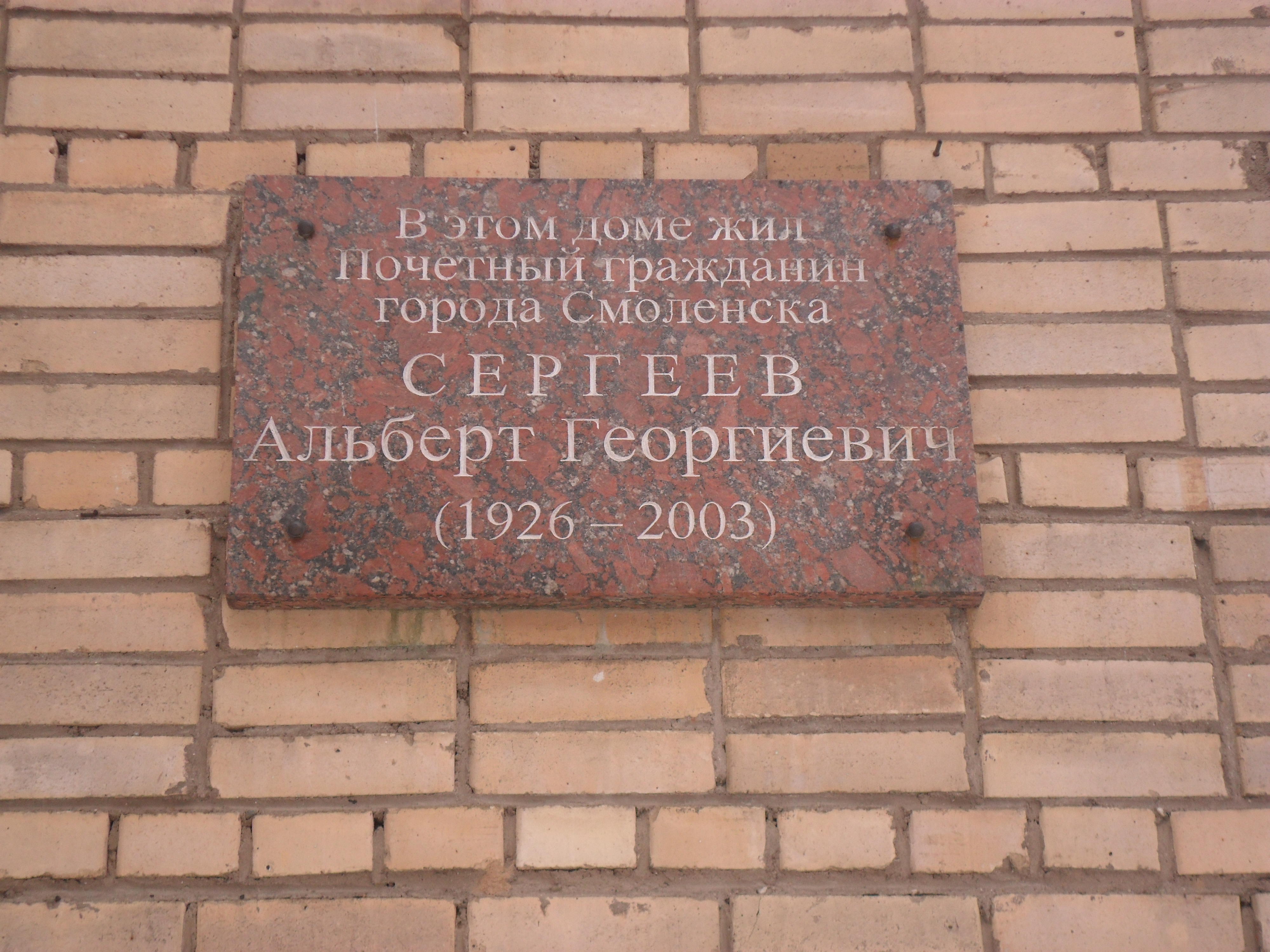
Мемориальная доска на доме, где жил Сергеев
Мемориальная доска на главном корпусе СмолГУ